# (8197) Mizunohiroshi
(8197) Mizunohiroshi est un astéroïde de la ceinture principale.

## Description
(8197) Mizunohiroshi est un astéroïde de la ceinture principale. Il fut découvert le 15 novembre 1993 à Ōizumi par Takao Kobayashi. Il présente une orbite caractérisée par un demi-grand axe de 2,78 UA, une excentricité de 0,15 et une inclinaison de 7,9° par rapport à l'écliptique.

## Compléments